# Dödsritten under cirkuskupolen
Dödsritten under cirkuskupolen är en svensk stumfilm från 1912 i regi av Georg af Klercker. 

## Om filmen
Filmen premiärvisades 12 augusti 1912 på biograf Fenix i Stockholm. Filmen ansågs länge helt förlorad, men vid ett besök i George Eastman House, Rochester, USA, identifierade Gösta Werner i dess arkiv en kopia av filmen. Filmen spelades in med två olika slut, ett sorgligt och ett lyckligt.
Handlingen är delvis inspirerad av en autentisk händelse, nämligen då cirkusryttaren Francesco Corradini 1898 störtade till döds med sin häst under en föreställning på Lorensbergs Cirkus.

## Rollista (i urval)
- Carl Barcklind – greve Hans von Harden, kavallerilöjtnant
- Selma Wiklund af Klercker – Rose Mailand, cirkusryttarinna
- Georg af Klercker – greve Carl von Harden, löjtnantens far
- John Ekman – cirkusdirektör
- Paul Hagman – läkare
- Eric Lindholm  – personal vid cirkusen
- Olof Ås – personal vid cirkusen
- Gustaf Bengtsson – personal vid cirkusen